# Kucborek

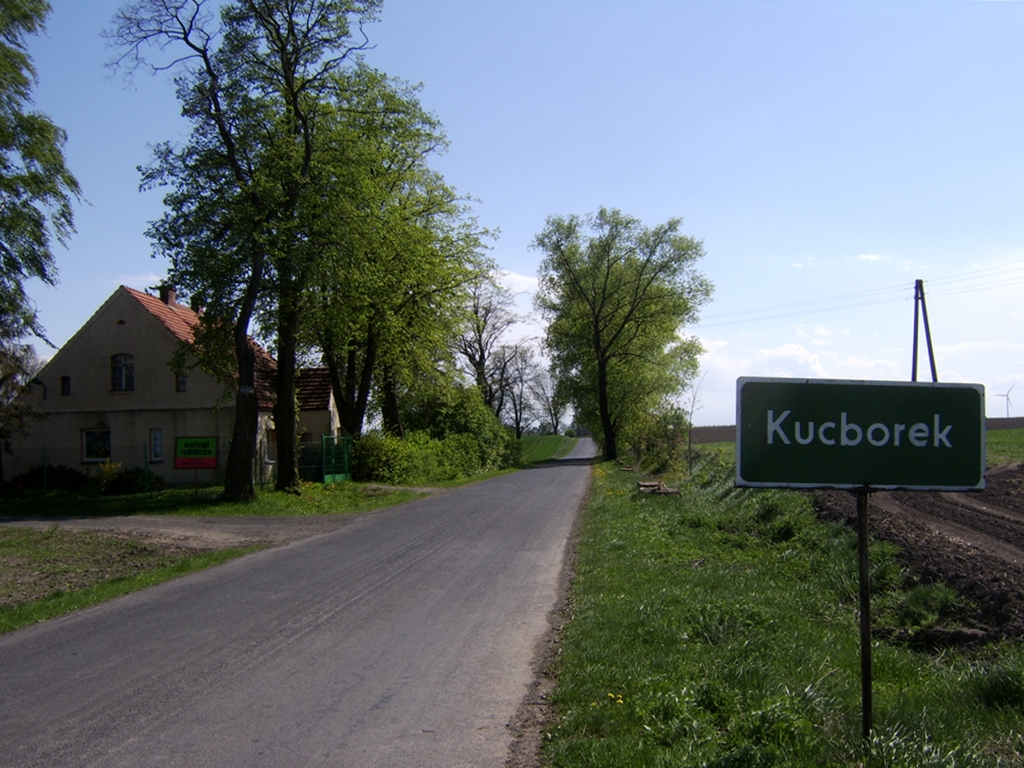
Kucborek

Kucborek (deutsch Paulshof) ist eines von 14 Dörfern der Landgemeinde Papowo Biskupie im Powiat Chełmiński in der Woiwodschaft Kujawien-Pommern, Polen. Westlich 2 km entfernt verläuft die Droga krajowa 91.

## Geschichte
Das heutige Dorf ist aus der Freischulzerei von Bischöflich Papau entstanden. Zur Zeit der preußischen Besitzergreifung gehörte es Michael Nawrocki. Am 1. September 1870 wurde der Freischulzerei Papowo alias Kuczborrel die Benennung Paulshoff beigelegt.
Im Jahre 1905 hatte der Gutsbezirk Paulshof 52 Einwohner, davon waren 33 Katholiken und 19 Protestanten, von denen 33 Polnisch und 19 Deutsch als Muttersprache angaben.